# Вале каро
Вале каро (на руски: Бубновый валет) е московско движение на художниците през 1910 г. – 1913 г., което си поставя за цел личната интерпретация на уроците на Пол Сезан, френския постимпресионизъм, фовизма и немския експресионизъм на „Синият конник“.
Жорж Брак и Пабло Пикасо неведнъж участват в изложбите на Вале Каро в Русия.
Най-известните представители са: Михаил Ларионов, Наталия Гончарова, Петър Кончаловски, Аристарх Лентулов, Илия Машков, Роберт Фолк.